# Secrétaire au Logement et au Développement urbain des États-Unis
Le secrétaire au Logement et au Développement urbain des États-Unis (en anglais : United States Secretary of Housing and Urban Development) est le chef du département du Logement et du Développement urbain des États-Unis (équivalent du ministère du logement). 
Il est membre du cabinet présidentiel et figure en 13e position dans  l'ordre de succession présidentielle. La fonction a été créée en 1966.
Le premier occupant de la fonction, Robert Clifton Weaver, devint grâce à cette nomination le premier Afro-Américain membre d'un cabinet présidentiel.

## Liste des secrétaires
| N° | Nom                       | Dates                               | Sous la présidence de |
| -- | ------------------------- | ----------------------------------- | --------------------- |
| 1  | Robert Clifton Weaver     | 18 janvier 1966 - 18 décembre 1968  | Lyndon B. Johnson     |
| 2  | Robert Coldwell Wood      | 7 - 20 janvier 1969                 | Lyndon B. Johnson     |
| 3  | George Wilcken Romney     | 22 janvier 1969 - 20 janvier 1973   | Richard Nixon         |
| 4  | James Thomas Lynn         | 2 février 1973 - 5 février 1975     | Richard Nixon         |
| 4  | James Thomas Lynn         | 2 février 1973 - 5 février 1975     | Gerald Ford           |
| 5  | Carla Anderson Hills      | 10 mars 1975 - 20 janvier 1977      |                       |
| 6  | Patricia Roberts Harris   | 23 janvier 1977 - 10 septembre 1979 | Jimmy Carter          |
| 7  | Maurice Edwin Landrieu    | 24 septembre 1979 - 20 janvier 1981 | Jimmy Carter          |
| 8  | Samuel Riley Pierce       | 23 janvier 1981 - 20 janvier 1989   | Ronald Reagan         |
| 9  | Jack French Kemp          | 13 février 1989 - 19 janvier 1993   | George H. W. Bush     |
| 10 | Henry Gabriel Cisneros    | 22 janvier 1993 - 19 janvier 1997   | Bill Clinton          |
| 11 | Andrew Mark Cuomo         | 29 janvier 1997 - 20 janvier 2001   | Bill Clinton          |
| 12 | Mel Martínez              | 24 janvier 2001 - 12 décembre 2003  | George W. Bush        |
| 13 | Alphonso Roy Jackson      | 31 mars 2004 - 18 avril 2008        | George W. Bush        |
| 14 | Steven C. Preston         | 4 juin 2008 - 20 janvier 2009       | George W. Bush        |
| 15 | Shaun Donovan             | 26 janvier 2009 - 28 juillet 2014   | Barack Obama          |
| 16 | Julián Castro             | 28 juillet 2014 - 20 janvier 2017   | Barack Obama          |
| 17 | Ben Carson                | 2 mars 2017 - 20 janvier 2021       | Donald Trump          |
|    | Matt Ammon (intérim)      | 20 janvier - 10 mars 2021           | Joe Biden             |
| 18 | Marcia Fudge              | 10 mars 2021 - 22 mars 2024         | Joe Biden             |
|    | Adrianne Todman (intérim) | 22 mars 2024 - 20 janvier 2025      | Joe Biden             |
|    | Matt Ammon (intérim)      | 20 janvier - 5 février 2025         | Donald Trump          |
| 19 | Scott Turner              | 5 février 2025-                     | Donald Trump          |

## Dans la fiction
- Dans la série Designated Survivor (2016-2018), Tom Kirkman (joué par Kiefer Sutherland) est secrétaire au Logement et au Développement urbain.